# Devorà Ascarelli
Devorà Ascarelli var en italiensk poet verksam i Rom under 1500-talet och 1600-talet. Hon kan ha varit den första judiska kvinnan att få en egenförfattad bok publicerad.